# Franco Romero (Fußballspieler, 1995)
Franco Romero, vollständiger Name Franco Gastón Romero Ponte, (* 11. Februar 1995 in Montevideo) ist ein uruguayischer Fußballspieler.

## Karriere

### Verein
Der 1,85 Meter große Defensivakteur Romero gehört seit der Saison 2013/14 dem Kader des Erstligisten Racing Club de Montevideo an. Bei den Montevideanern debütierte er unter Trainer Pablo Alonso am 22. März 2015 beim 2:1-Heimsieg gegen die Montevideo Wanderers mit einem Startelfeinsatz in der Primera División. In der Spielzeit 2014/15 lief er in insgesamt sechs Erstligaspielen (kein Tor) auf. Es folgten 18 weitere Erstligaeinsätze (ein Tor) in der Saison 2015/16. Während der Spielzeit 2016 lief er in drei Erstligaspielen (kein Tor) auf.

### Nationalmannschaft
Romero wurde von Trainer Fabián Coito im März 2014 zum Lehrgang der uruguayischen U-20-Auswahl eingeladen. In der U-20 debütierte er am 17. April 2014 beim 1:1-Unentschieden gegen Chile mit einem Startelfeinsatz. Auch in den Länderspielen am 20. Mai 2014 und am 10. Juni 2014 jeweils gegen Paraguay, sowie am 24. September 2014 gegen Peru und am 8. Oktober 2014 gegen Mexiko. wurde er eingesetzt. Ein Länderspieltor erzielte er bis dahin nicht.